# Soyuz (foguete)
O foguete Soyuz (11A511), em russo Союз que significa "União", foi um veículo de lançamento descartável, desenvolvido na União Soviética, hoje Rússia, projetado pelo OKB-1, hoje RKK Energia, e fabricado na State Aviation Plant No. 1, em Samara, Rússia.
Ele foi usado para lançar as espaçonaves do Programa Soyuz, primeiro em testes não tripulados, e em seguida, nas primeiras dezenove
missões tripuladas do programa. O foguete Soyuz, voou pela primeira vez em 1966, e era uma evolução do foguete Voskhod.

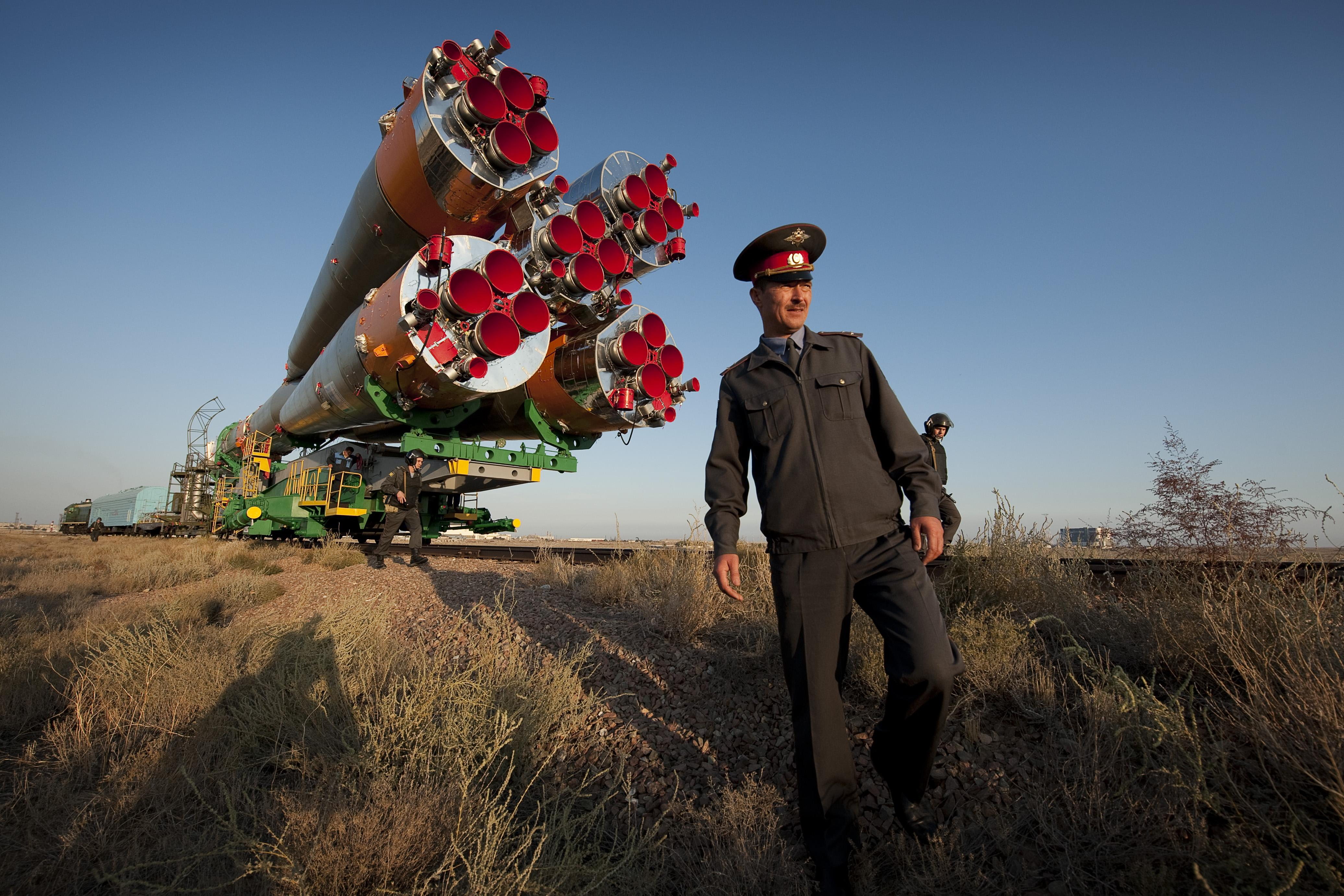
Um foguete Soyuz para ser lançado na plataforma de lançamento no Cosmódromo de Baikonur, no Cazaquistão.